# .bayern
.bayern ist eine Neue Top-Level-Domain. Sie wird von der Bayern Connect GmbH verwaltet.
Im Jahr 2012 bewarb sich Bayern im Rahmen des Bewerbungsverfahrens für neue generische Top Level Domains (gTLD) um die eigene Top-Level-Domain .bayern. Am 29. September 2014 erhielt die Bayern Connect GmbH die gTLD .bayern zugesprochen. Leopold Prinz von Bayern ist Schirmherr des Projekts, der Freistaat Bayern ist am Gewinn beteiligt.
Eine Domain darf zwischen 2 und 63 Zeichen beinhalten (ohne Endung). Umlaute sind möglich.
Anfang Januar 2020 waren rund 30.500 Domains registriert, gut die Hälfte davon geparkt.